# La famiglia (Schiele)
La famiglia è un dipinto a olio su tela (152,5×162,5 cm) realizzato nel  1918 dal pittore Egon Schiele. È conservato nel Museo Österreichische Galerie Belvedere di Vienna.

## Descrizione
La figura maschile è Egon Schiele in un autoritratto proiettato nel futuro perché la moglie dell'autore, al momento del dipinto, era incinta.  Rappresenta l'idea di famiglia e le sue aspettative. 
Il bambino è stato inserito nel quadro in un secondo tempo. Inizialmente il titolo di questo dipinto, non datato e senza firma dell'autore, era Coppia accovacciata ("Kauerndes Menschenpaar"), e si continua tuttora a sostenere falsamente che sarebbe stato realizzato nel periodo tra la morte della moglie Edith, incinta di sei mesi, e quella di Schiele, a causa dell'influenza spagnola, nel 1918. In realtà il dipinto è stato portato a termine tra il 1917 e il 1918. Fu esposto pubblicamente per la prima volta nel marzo del 1918 in occasione della XLIX mostra della Secessione Viennese e gli venne dato il titolo La famiglia dopo la morte di Schiele. A differenza di alcune opere precedenti, come L'abbraccio ("Umarmung") o La coppia di amanti ("Liebespaar"), sembra che si possa intravedere una visione più ampia: ad una rappresentazione di relazioni amorose di tipo erotico, sembra far seguito una valida estensione della tematica in ambito familiare, nel senso di una maggiore consapevolezza dei ruoli e dei compiti fondamentali di marito e moglie.